# Torregöl (Ekeberga socken, Småland)
Torregöl är en sjö i Lessebo kommun i Småland och ingår i Lyckebyåns huvudavrinningsområde.